# 소니 DSLR-A700
소니 알파 DSLR-A700(Sony Alpha DSLR-A700)는 2007년 3월 8일에 발표된 소니의 디지털 SLR이다. 센서를 움직이는 형태의 손떨림 방지 기능을 가지고 있다. 코니카 미놀타 다이낙스 7D의 후속 기종이다.
23.5 x 15.6 mm 크기에 1225만 유효 화소를 가지는 소니 CMOS 센서를 가지고 있다. 니콘 D300에도 유사한 센서가 쓰이는 것으로 알려져 있다.
A700의 ISO는 100부터 시작하지만, 실제 base ISO는 200이다. 따라서 A700의 ISO 100는 ISO 200보다 좁은 다이나믹 레인지를 가진다. 경쟁 모델로는 니콘의 D200과, 캐논의 EOS 50D가 있다.

## 사진

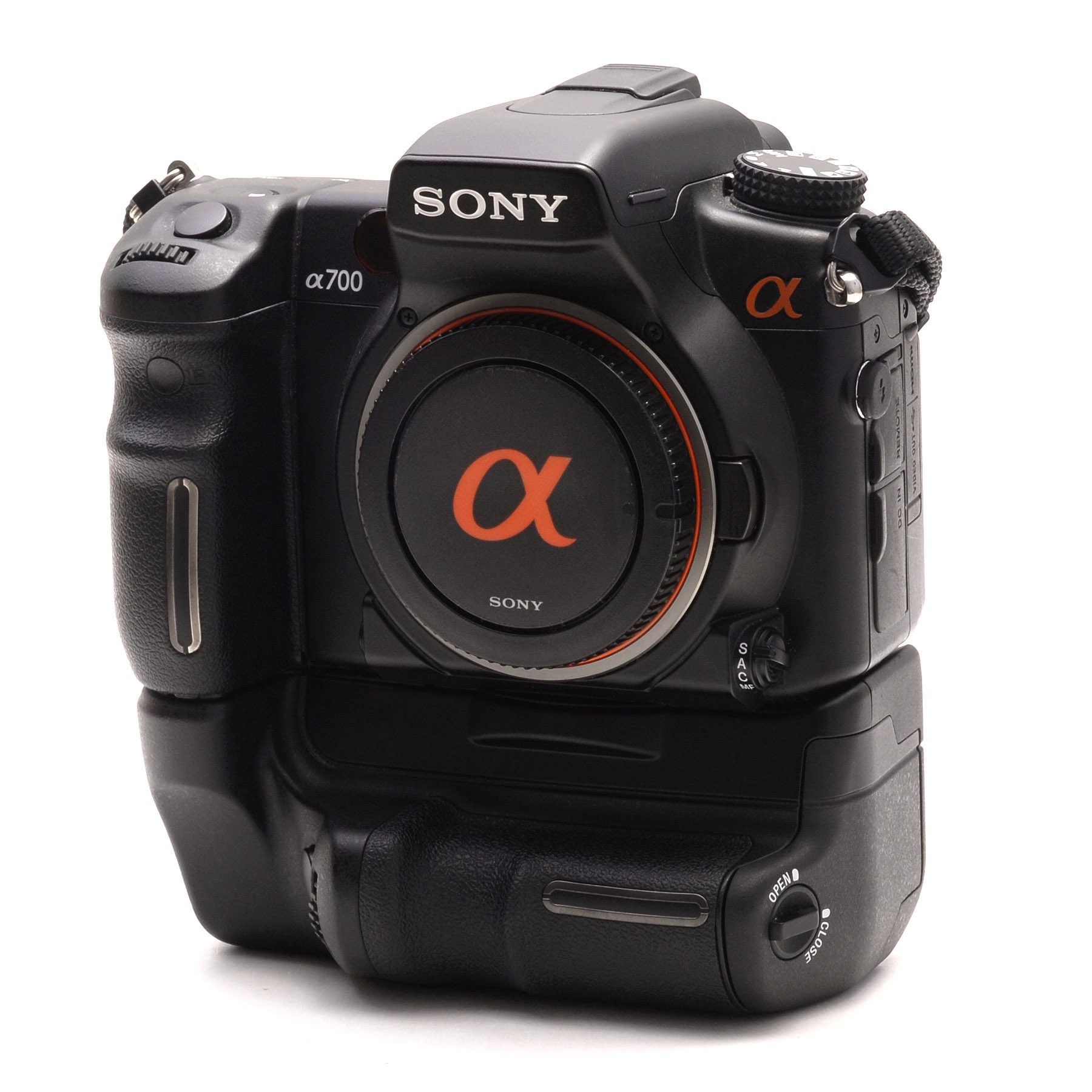
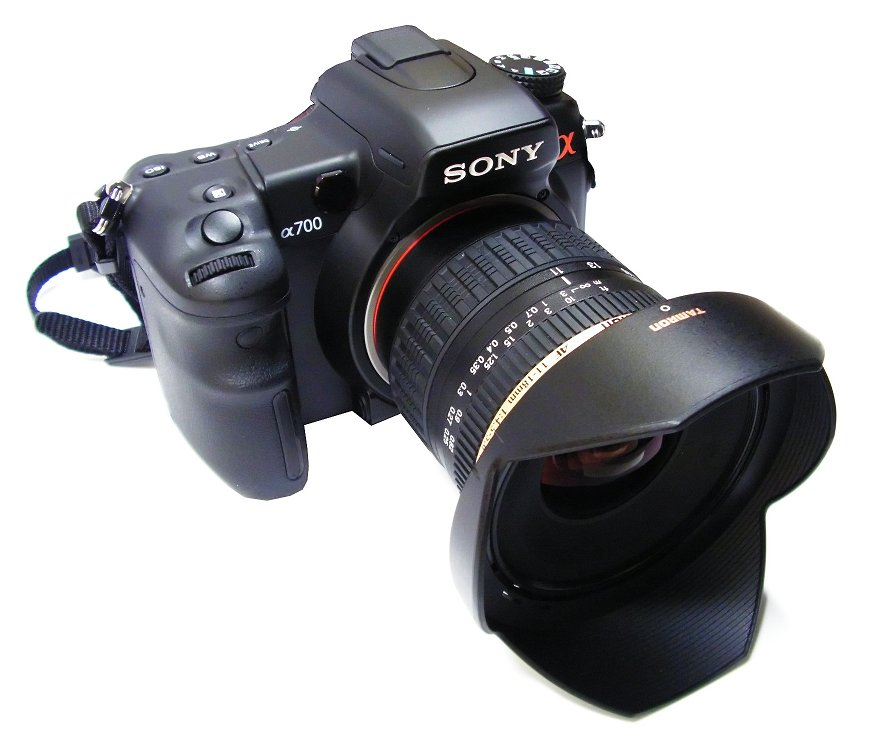
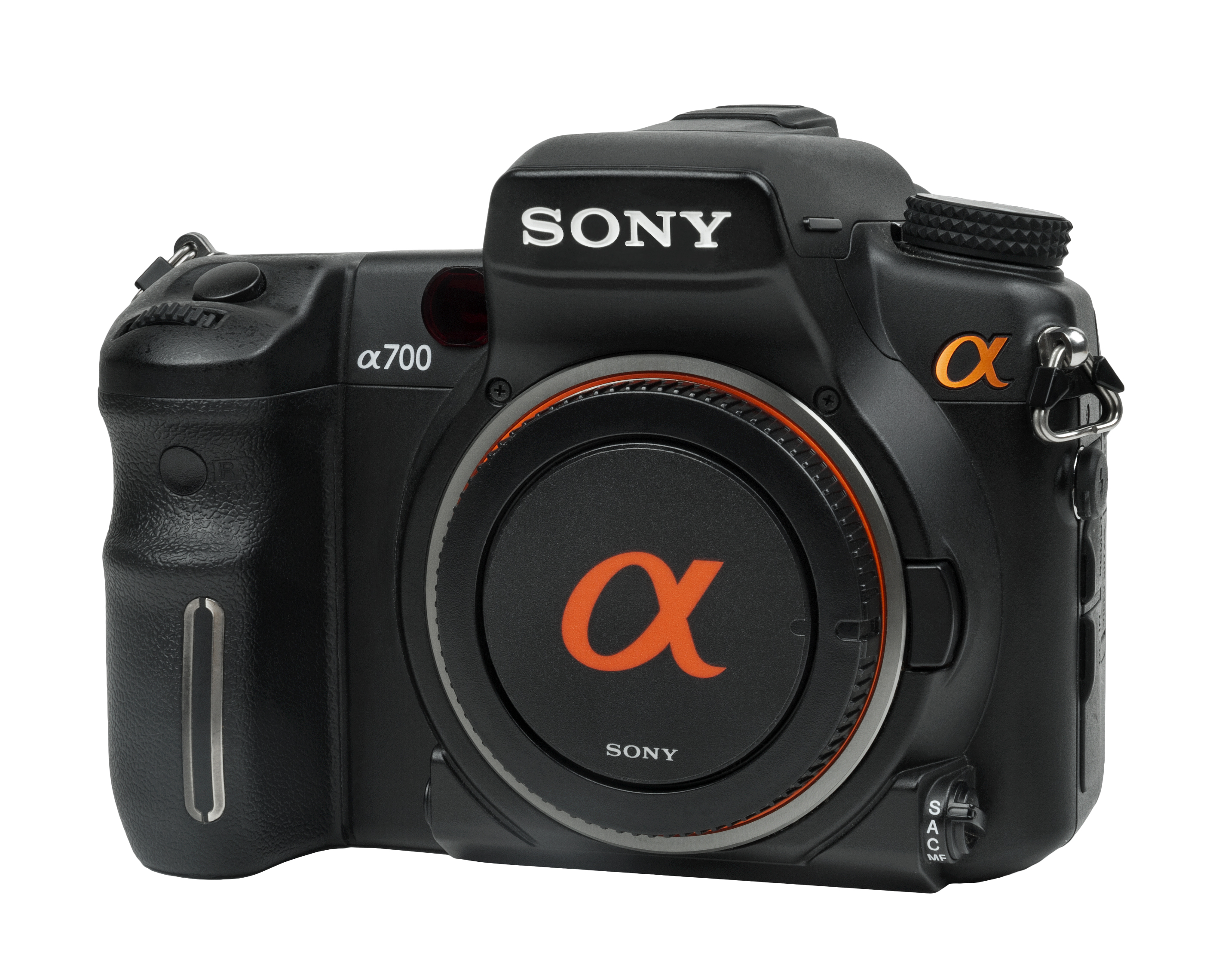

## 같이 보기
- 미놀타 AF 카메라 시스템